# Epitafium dla Włodzimierza Wysockiego

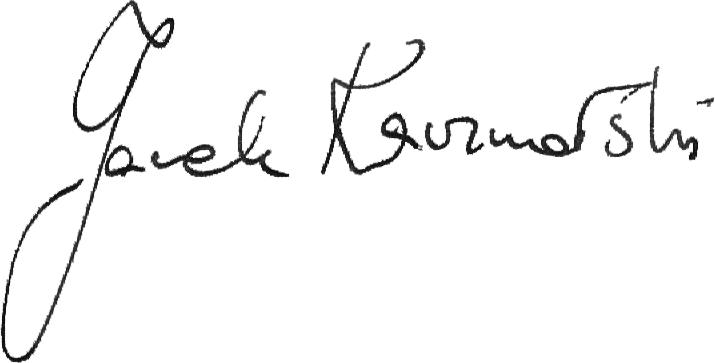
Podpis Jacka Kaczmarskiego

Epitafium dla Włodzimierza Wysockiego – utwór Jacka Kaczmarskiego, jeden z najdłuższych i najtrudniejszych technicznie w dorobku tego barda.

## Geneza
Włodzimierz Wysocki był najważniejszym źródłem inspiracji artystycznej dla młodego Jacka Kaczmarskiego, który określał go mianem „mistrza”. Wysocki zmarł 25 lipca 1980; utwór powstał w listopadzie tegoż roku. Celem poety było nie tylko oddanie hołdu zmarłemu, ale także przekazanie uniwersalnej prawdy o ludzkości i poezji. Utwór został pierwszy raz zaśpiewany publicznie w Starej Prochowni warszawskiej późną jesienią 1980. Wykonanie w 1981 roku na Krajowym Festiwalu Piosenki Polskiej w Opolu otrzymało specjalną nagrodę dziennikarzy i było transmitowane na żywo w całej Polsce, a także do ZSRR. Wkrótce potem zmieniła się atmosfera polityczna i na następne nagranie telewizyjne Epitafium czekało do Jesieni Ludów.

## Wersyfikacja
Wiersz składa się ze 148 wersów rozbitych na 27 strof. Osiem razy powtarza się następujący schemat: jedna strofa czterowersowa, po niej dwie strofy sześciowersowe.
W schemacie tym nieparzyste wersy strofy czterowersowej są dziesięciozgłoskowe ze średniówką po piątej sylabie i zrymowane żeńsko, a parzyste są czterozestrojowcami tonicznymi ze stabilnym akcentem przedśredniówkowym na czwartej zgłosce, zrymowanymi męsko.
Z kolei strofy sześciowersowe przybierają nietypową postać aabcbc (odwróconej sekstyny), przy czym żeńskie są rymy a i b, a męski – rym c. Pierwszy wers takiej strofy składa się z dwóch lub trzech amfibrachów (ma zatem sześć lub dziewięć zgłosek), następne są pisane trochejami, przy czym drugi ma dwanaście sylab, trzeci osiem, czwarty siedem, piąty osiem. Szósty wers ma trzy sylaby w pierwszym z dwóch kolejnych sestetów, a jedenaście sylab w drugim z nich.
Po trzecim i po ósmym cyklu pojawia się strofa ośmiowersowa, rymowana w całości męsko i krzyżowo, w której wersy nieparzyste są czterozestrojowcami anapestycznymi, a wersy parzyste – trójzestrojowcami, przy czym w wersach nieparzystych ostatni zestrój lub nawet dwa ściągają się w jamby. Ostatnią strofą Epitafium jest wreszcie tetrastych o konstrukcji analogicznej do opisanych oktostychów.
Utwór, jak wynika z powyższych informacji, zawiera 34 rymy męskie i 40 rymów żeńskich. Rymy żeńskie są dosyć urozmaicone: występują nieliczne rymy gramatyczne (zesłani – sprzedani, pomrzemy – wypijemy), nieco rymów dokładnych niegramatycznych (grani – pokonani, kina – zaczyna, wiece – bezpiece) i wiele rymów w różnym stopniu niedokładnych, w tym składanych (do mnie – dłońmi, sztolniach – wolnych, piekła – izdebka, na górze – najdłużej, tutaj – smutek, gadają – wypadły); rymy głębokie właściwie nie pojawiają się. Rymy męskie są przeważnie, z uwzględnieniem ubezdźwięcznień, dokładne (gnam – bram, lód – knut, tron – dzwon, grog – krok), choć występują wyjątki (wąs – rwą).
Wymienione regularności, choć wymagają zawiłego opisu, są łatwo słyszalne w wykonaniu muzycznym.

## Przesłanie
Utwór odzwierciedla komunistyczny Związek Radziecki i życie jego obywateli, koncentrując się na losach artysty w takiej sytuacji. Za morał wiersza należy uznać stwierdzenie, iż najgorszą perspektywą dla człowieka twórczego jest unicestwienie pamięci o nim. Można w nim jednak znaleźć o wiele więcej istotnych obserwacji, jak na przykład spostrzeżenie, że koszmar może być siłą napędową bytu. Jacek Kaczmarski opisywał Epitafium dla Włodzimierza Wysockiego jako „próbę syntezy Rosji komunistycznej” i „najbliższy mu utwór”, określał też jego wykonanie mianem „psychodramy”.

## Nawiązania
Utwór zawiera bardzo liczne aluzje, z których zapewne nie wszystkie zostały zidentyfikowane. Osiem strof czterowersowych zaczyna się od słów „To moja droga z piekła do piekła”, stanowiących trawestację „priwiezli iz Sibiri w Sibir” z Bańki po biełomu Włodzimierza Wysockiego. Siedem spośród tych strof kończy się słowami „i w n-ty krąg kolejny krok” (z drobnymi odmianami, dla n od 1 do 7), co stanowi nawiązanie do Boskiej komedii Dantego (w czwartej strofie padają nawet słowa „To (...) Boskiej Komedii nowy przekład”, ale jest to przesada poetycka).
Inne aluzje są dużo mniej czytelne. „Ruda dziewczyna” z piątej i szóstej strofy może być postacią z Szału uniesień Władysława Podkowińskiego, Hellą z Mistrza i Małgorzaty Michaiła Bułhakowa lub połączeniem ich obu. Tożsamość „Pani bagien, mokradeł i śnieżnych pól” ze strofy dziesiątej nie jest jasna. Między strofą siedemnastą a dziewiętnastą opisywana jest największa rola aktorska Wysockiego – w Hamlecie jako bohatera tytułowego; wyraźnie zasugerowane są słynne słowa „Dania jest więzieniem”. W dalszym ciągu widoczne są też nawiązania do twórczości Fiodora Dostojewskiego; Jacek Kaczmarski wspominał w tym kontekście o Bachtinowskiej koncepcji wędrówki.